# Elecciones municipales de El Salvador de 2021
Las elecciones municipales de la República de El Salvador de 2021 se llevaron a cabo el 28 de febrero de 2021, son las décimas de su tipo desde la firma de los Acuerdos de Paz de 1992 y las decimoterceras desde la promulgación de la Constitución de la República de 1983; en ellas se elegirán a los miembros de los Concejos Municipales de los 262 municipios en los que se encuentra dividido el territorio nacional y que son conformantes del Gobierno Local.
La elección se celebró simultáneamente con elecciones legislativas y al parlamento centroamericano en todo el país.

## Sistema electoral
La Constitución señala que para el Gobierno Local los departamentos se dividirán en municipios que estarán regidos por un concejo municipal conformado por un alcalde, un síndico y dos o más regidores en función de su población (Art. 202), estos miembros del concejo municipal deben ser mayores de 21 años y residir en dicho municipio o un municipio vecino, y ejercerán sus funciones por un período de tres años con posibilidad de reelección; desde las elecciones municipales de 2015 los concejos municipales son también plurales, es decir, el partido más votado en la circunscripción municipal obtiene los cargos de alcalde y síndico, mientras que los regidores son distribuidos entre los partidos de forma proporcional al número de votos obtenidos según modelo de cocientes y residuos, garantizando sin embargo que el partido o coalición mayoritaria posee mayoría simple (la mitad más uno) de los asientos en el concejo. Todo ciudadano mayor de 18 años en el pleno goce de sus derechos políticos puede ejercer el sufragio dentro de la circunscripción electoral en la que sea residente pero a diferencia de la elección de diputados, la única forma de elección de los concejos municipales es mediante el voto por bandera política, es decir, sin permitirse aún la participación en el proceso de elección de planillas de concejos municipales no partidarios.

Los 262 consejos municipales de votación se muestran agrupados por departamento, de mayor a menor.

## Calendario electoral
| Fecha Final              | Evento |
| ------------------------ | --- |
| 27 de febrero de 2020    | Suspensión del proceso de modificación de dirección de residencia                                                 |
| 29 de julio de 2020      | Convocatoria de partidos políticos a elecciones internas de candidaturas 2021                                     |
| 30 de octubre de 2020    | Definición de oficiales de enlace y proceso de aprobación de centros de votación                                  |
| 06 de abril de 2021      | Suspensión de admisión de solicitudes de inscripción de nuevos partidos políticos                                 |
| 29 de septiembre de 2020 | Solicitudes de interesados en participar como candidatos no partidarios para ser reconocidos como tales           |
| 30 de octubre de 2020    | Cierre de Registro Electoral                                                                                      |
| 24 de febrero de 2021    | Convocatoria a Elecciones y acciones complementarias                                                              |
| 11 de septiembre de 2020 | Inscripción de Pactos de Coalición                                                                                |
| 24 de febrero de 2021    | Inscripción y Propaganda Electoral de Candidatos y Candidatas a Diputados y Diputadas al PARLACEN                 |
| 24 de febrero de 2021    | Inscripción y Propaganda Electoral de Candidatos y Candidatas a Diputados y Diputadas a la Asamblea Legislativa   |
| 17 de marzo de 2021      | Organización de Juntas Electorales Departamentales (JED)                                                          |
| 24 de febrero de 2021    | Inscripción y Propaganda Electoral de Candidatos y Candidatas a Concejos Municipales                              |
| 17 de marzo de 2021      | Organización de Juntas Electorales Municipales                                                                    |
| 21 de febrero de 2021    | Preparativos y Material Electoral                                                                                 |
| 12 de febrero de 2021    | Pruebas y Simulacros de Transmisión y Procesamiento de Resultados Electorales Preliminares                        |
| 01 de marzo de 2021      | Organización de Juntas Receptoras de Votos                                                                        |
| 23 de abril de 2021      | Logística para el Evento Electoral                                                                                |
| 28 de febrero de 2021    | ELECCIONES |
| 02 de marzo de 2021      | Declaratoria de Resultados, Entrega de Credenciales y Cierre del Proceso                                          |
| 01 de octubre de 2021    | Proceso sancionatorio p/ quien se negare sin justa causa a desempeñar cargos de miembro de Organismos Electorales |
| 23 de julio de 2021      | Seminario de Evaluación del Proceso Electoral 2021 y publicación y divulgación de Estadísticas Electorales 2021   |
| 01 de octubre de 2021    | Ejecución, control y liquidación presupuestaria                                                                   |
| 19 de noviembre de 2021  | Rendición de Cuentas TSE sobre el Proceso Electoral 2021                                                          |

## Encuestas de opinión
La siguiente tabla enumera las estimaciones de intención de voto a nivel nacional. Las denegaciones generalmente se excluyen de los de voto del partido, mientras que la redacción de las preguntas y el tratamiento de las respuestas «no sé» y las que no tienen la intención de votar pueden variar entre las organizaciones de votación. 

### Período de campaña
| Firma del sondeo/Notario    | Fecha      | Tamaño de la muestra | ARENA     | FMLN              | GANA    |         | PDC   | DS    | VAMOS |     | Nuestro Tiempo | CD    | Dif. |      |     |     |      |
| --------------------------- | ---------- | -------------------- | --------- | ----------------- | ------- | ------- | ----- | ----- | ----- | --- | -------------- | ----- | ---- | ---- | --- | --- | ---- |
| Firma del sondeo/Notario    | Fecha      | Tamaño de la muestra | IUDOP/UCA | 15 ene-3 feb 2021 | 1,267   | 10.7    | 5.1   | 4.9   | 3.5   | 1.4 | —              | 0.2   | Dif. | 43.5 | 0.2 | 0.4 | 32.8 |
|                             |            |                      |           |                   |         |         |       |       |       |     |                |       |      |      |     |     |      |
| Elecciones municipales 2018 | 4 Mar 2018 | —                    | 41.8 139  | 29.2 64           | 12.6 27 | 10.5 25 | 4.1 5 | 0.1 0 | —     | —   | —              | 0.5 0 | 12.6 |      |     |     |      |

### Período precampaña
Encuestas realizadas antes del inicio oficial del período de campaña. Según la legislación salvadoreña el período oficial de campaña empieza el 27 de enero de 2020 para las elecciones municipales.
| Firma del sondeo/Notario    | Fecha             | Tamaño de la muestra | ARENA    | FMLN                      | GANA    |         | PDC   | DS    | VAMOS |      | Nuestro Tiempo | CD    | Dif. |      |     |     |      |
| --------------------------- | ----------------- | -------------------- | -------- | ------------------------- | ------- | ------- | ----- | ----- | ----- | ---- | -------------- | ----- | ---- | ---- | --- | --- | ---- |
| Firma del sondeo/Notario    | Fecha             | Tamaño de la muestra | UES      | 16 dic 2020 - 15 ene 2021 | 1,107   | 5.8     | 17.2  | 6.2   | 2.1   | 1.0  | 0.7            | 0.3   | Dif. | 40.0 | 2.2 | 1.4 | 22.8 |
| UFG                         | 13-17 ene 2021    | 1,536                | 11.8     | 5.3                       | 5.3     | 1.8     | 0.8   | –     | 0.7   | 59.9 | 0.3            | 0.4   | 48.1 |      |     |     |      |
| Fundaungo                   | 17 nov-5 dic 2020 | 2,159                | 10.6     | 4.8                       | 8.1     | 1.6     | 0.7   | –     | 0.4   | 50.3 | 0.2            | –     | 39.7 |      |     |     |      |
| IUDOP/UCA                   | 10-24 nov 2020    | 1,265                | 10.0     | 6.3                       | 7.1     | 2.2     | 0.2   | –     | 0.4   | 44.0 | 0.1            | 0.3   | 34.0 |      |     |     |      |
| UFG                         | 14 sep 2020       | 1,305                | 9.3      | 5.9                       | 6.9     | 1.2     | 0.8   | —     | 0.2   | 45.7 | 0.4            | 0.5   | 36.4 |      |     |     |      |
| LGP Datos                   | 3 Dic 2019        | 1,520                | 13.2     | 6.2                       | 5.3     | 2.0     | 0.7   | —     | 0.1   | 32.2 | —              | 0.1   | 19.0 |      |     |     |      |
|                             |                   |                      |          |                           |         |         |       |       |       |      |                |       |      |      |     |     |      |
| Elecciones municipales 2018 | 4 Mar 2018        | —                    | 41.8 139 | 29.2 64                   | 12.6 27 | 10.5 25 | 4.1 5 | 0.1 0 | —     | —    | —              | 0.5 0 | 12.6 |      |     |     |      |

## Resultados
|  | 50.78 % |

|  | 19.01 % |

|  | 11.16 % |

|  | 10.86 % |

|  | 4.93 % |

|  | 1.73 % |

|  | 0.69 % |

|  | 0.45 % |

|  | 0.39 % |

|  | 50.21 % |

### Cabeceras Departamentales
| Cabecera             | Control actual | Control actual                                            | Nuevo control | Nuevo control                                                  |
| -------------------- | -------------- | --------------------------------------------------------- | ------------- | -------------------------------------------------------------- |
| Ahuachapán           |                | Partido de Concertación Nacional (PCN)                    |               | Nuevas Ideas (NI)                                              |
| Sensuntepeque        |                | Alianza Republicana Nacionalista (ARENA)                  |               | Gran Alianza por la Unidad Nacional (GANA)                     |
| Chalatenango         |                | Alianza Republicana Nacionalista (ARENA)                  |               | Nuevas Ideas (NI)                                              |
| Cojutepeque          |                | Partido de Concertación Nacional (PCN)                    |               | Nuevas Ideas (NI)                                              |
| Santa Tecla          |                | Alianza Republicana Nacionalista (ARENA)                  |               | Nuevas Ideas (NI)                                              |
| Zacatecoluca         |                | Frente Farabundo Martí para la Liberación Nacional (FMLN) |               | Nuevas Ideas (NI)                                              |
| La Union             |                | Alianza Republicana Nacionalista (ARENA)                  |               | Nuevas Ideas (NI)                                              |
| San Francisco Gotera |                | Gran Alianza por la Unidad Nacional (GANA)                |               | Nuevas Ideas (NI)                                              |
| San Miguel           |                | Frente Farabundo Martí para la Liberación Nacional (FMLN) |               | Gran Alianza por la Unidad Nacional (GANA) - Nuevas Ideas (NI) |
| San Salvador         |                | Alianza Republicana Nacionalista (ARENA)                  |               | Nuevas Ideas (NI) - Gran Alianza por la Unidad Nacional (GANA) |
| Santa Ana            |                | Alianza Republicana Nacionalista (ARENA)                  |               | Nuevas Ideas (NI)                                              |
| San Vicente          |                | Alianza Republicana Nacionalista (ARENA)                  |               | Nuevas Ideas (NI)                                              |
| Sonsonate            |                | Alianza Republicana Nacionalista (ARENA)                  |               | Nuevas Ideas (NI)                                              |
| Usulután             |                | Alianza Republicana Nacionalista (ARENA)                  |               | Nuevas Ideas (NI)                                              |

### Resultados por Departamento
| Depto        |                |               |               |              |              |             |             | Total |
| ------------ | -------------- | ------------- | ------------- | ------------ | ------------ | ----------- | ----------- | ----- |
| Ahuachapán   | 6 (6) 47.73%   | 3 (2) 13.63%  | 1 () 7.22%    | 0 () 9.64%   | 2 (3) 20.34% | 0 () 0.19%  |             | 12    |
| Cabañas      | 6 (6) 39.98%   | 1 (4) 23.57%  | 0 (2) 5.23%   | 1 () 25.18%  | 1 () 5.90%   |             |             | 9     |
| Chalatenango | 13 (13) 41.35% | 5 (6) 20.12%  | 10 (5) 18.43% | 2 (2) 13.34% | 3 () 6.53%   | 0 () 0.23%  |             | 33    |
| Cuscatlán    | 10 (10) 44.53% | 4 (5) 19.31%  | 0 (2) 10.41%  | 1 (1) 10.95% | 1 (4) 14.63% | 0 () 0.17%  |             | 16    |
| La Libertad  | 17 (17) 53.59% | 2 (17) 28.60% | 0 (1) 4.74%   | 2 () 7.49%   | 1 (1) 2.59%  | 0 () 0.57%  | 0 () 1.59%  | 22    |
| La Paz       | 11 (11) 47.31% | 4 (9) 17.64%  | 2 (1) 8.54%   | 5 (1) 21.15% | 0 () 4.28%   | 0 () 0.70%  | 0 () 0.23%  | 22    |
| La Unión     | 11 (11) 43.86% | 2 (11) 31.59% | 2 () 7.29%    | 2 (1) 12.03% | 1 () 3.84%   | 0 (1) 1.39% |             | 18    |
| Morazán      | 9 (9) 29.38%   | 6 (10) 26.37% | 3 (1) 17.83%  | 6 (2) 21.71% | 1 () 3.47%   |             | 1 (1) 1.24% | 26    |
| San Miguel   | 12 (12) 47.81% | 1 (5) 9.73%   | 4 (4) 28.35%  | 1 (1) 4.81%  | 0 (1) 2.25%  | 2 (1) 6.46% |             | 20    |
| San Salvador | 18 (18) 60.30% | 1 (10) 18.06% | 0 (6) 10.22%  | 0 (1) 6.05%  | 0 (1) 1.66%  | 0 () 1.05%  | 0 () 0.38%  | 19    |
| San Vicente  | 6 (6) 35.09%   | 3 (6) 30.52%  | 2 (1) 12.82%  | 2 (1) 18.50% | 0 () 2.22%   | 0 () 0.45%  | 0 () 0.27%  | 13    |
| Santa Ana    | 6 (6) 52.42%   | 1 (6) 12.12%  | 1 () 4.58%    | 2 (1) 14.01% | 2 (2) 7.74%  | 1 (1) 7.80% |             | 13    |
| Sonsonate    | 12 (12) 51.24% | 0 (6) 16.10%  | 1 (4) 9.11%   | 2 (1) 14.41% | 1 (2) 6.81%  | 0 (1) 1.23% | 0 () 0.36%  | 16    |
| Usulután     | 15 (15) 44.20% | 2 (7) 12.36%  | 4 (7) 19.93%  | 1 (2) 18.38% | 1 (1) 2.32%  | 0 () 0.83%  |             | 23    |
| TOTAL        | 152 ( 152)     | 35 ( 104)     | 30 ( 34)      | 27 ()        | 14 ( 11)     | 3 ( 2)      | 1 ( 1)      | 262   |
| TOTAL        |                |               |               |              |              |             |             | 262   |